# Pepe (filme)
Pepe é um filme de 1960, realizado por George Sidney.
Tem como protagonistas Cantinflas, Jack Lemmon e Bing Crosby.